# Charnois
 Charnois  es una población y comuna francesa, en la región de Champaña-Ardenas, departamento de Ardenas, en el distrito de Charleville-Mézières y cantón de Givet.

## Demografía
Para el año 2021, la población total de Charnois era de 71 habitantes.
| 92 | 76 | 77 | 79 | 98 | 89 | 86 | 75 | 71 |
| Para los censos de 1962 a 1999 la población legal corresponde a la población sin duplicidades (Fuente: INSEE [Consultar]) |    |    |    |    |    |    |    |    |